# Orde van Verdienste voor de Landbouw (Madagaskar)
De Orde van Verdienste voor de Landbouw (Frans: Ordre du Mérite Agricole) is een orde van verdienste van de republiek Madagaskar.
De Orde van Verdienste voor de Landbouw wordt voor "markante verdiensten" voor de landbouw uitgereikt. De orde werd in navolging van een Franse ministeriële orde, ook een Orde van Verdienste voor de Landbouw ingesteld. De sterk op het Franse voorbeeld gelijkende ridderorde kreeg drie graden en Europees uitgevoerde versierselen. Het zijden lint is lichtgroen met rood-wit-groene bies en het commandeurskruis wordt aan dat lint om de hals gedragen. Een officier draagt zijn versiersel aan een lint met rozet in de kleuren van het lint op de linkerborst. Een ridder (chevalier) draagt zijn versiersel aan een lint zonder rozet op de linkerborst.
Het wit geëmailleerde kleinood is een zespuntige ster die op een gouden krans is gelegd. Op de ster is een gouden medaillon gelegd met een afbeelding van het grootzegel van de republiek. De ring rond het medaillon is groen. De versierselen worden met een verhoging in de vorm van een gouden krans aan het lint gedragen.